# SMS Württemberg (1917)
El SMS Württemberg fue un acorazado de la clase Bayern que, botado por la Marina Imperial Alemana durante la Primera Guerra Mundial, nunca llegó a completarse.
El buque era el último de su clase. De hecho, fue el último acorazado botado por el Imperio Alemán antes de su derrota en la Primera Guerra Mundial y el segundo buque en la historia de la Marina Imperial Alemana nombrado en honor al Reino de Wurtemberg, uno de los estados del Imperio Alemán.

## Historia
El Württemberg fue ordenado como uno de los dos buques de la clase Bayern, que incluían un motor diésel adicional para permitirle operar en periodos largos en el Atlántico norte. Construido por los astilleros AG Vulcan de Hamburgo, fue botado el 20 de junio de 1917. El buque llevaba cerca de un año en proceso de finalización cuando la construcción fue detenida, y finalmente fue desguazado sin llegar a completarse en 1921.